# سيليست
سيليست (بالإنجليزية: Celeste)‏ هي لعبة فيدو بلاتفورم مستقلة من الاستوديو المستقل (Matt Makes Games) الذي أسسه (مادي ثورسون) و(نويل بيري). تم إنشاء اللعبة في البداية كنموذج أولي في عام (2016) واستغرق أربعة أيام للتطوير، وبعدها تم تطويرها في وقت لاحق إلى الإصدار الكامل الذي استغرق سنتين للتطوير، قام بكتابة وتصميم وبرمجة اللعبة (مادي ثورسون)، وشاركه في البرمجة (نويل بيري)، تم تلحين موسيقى اللعبة من قبل (لينا راين)، وشارك في رسوم اللعبة الاستوديو البرازيلي (ميني بوس). تم إصدار سيليست في (يناير 2018) على مايكروسوفت ويندوز، نينتندو سوتش، بلاي ستيشن 4، إكس بوكس ون، ماك، ولينكس، وفازت في حفل (جوائز اللعبة) كأفضل لعبة مستقلة لعام (2018).

## اللعب

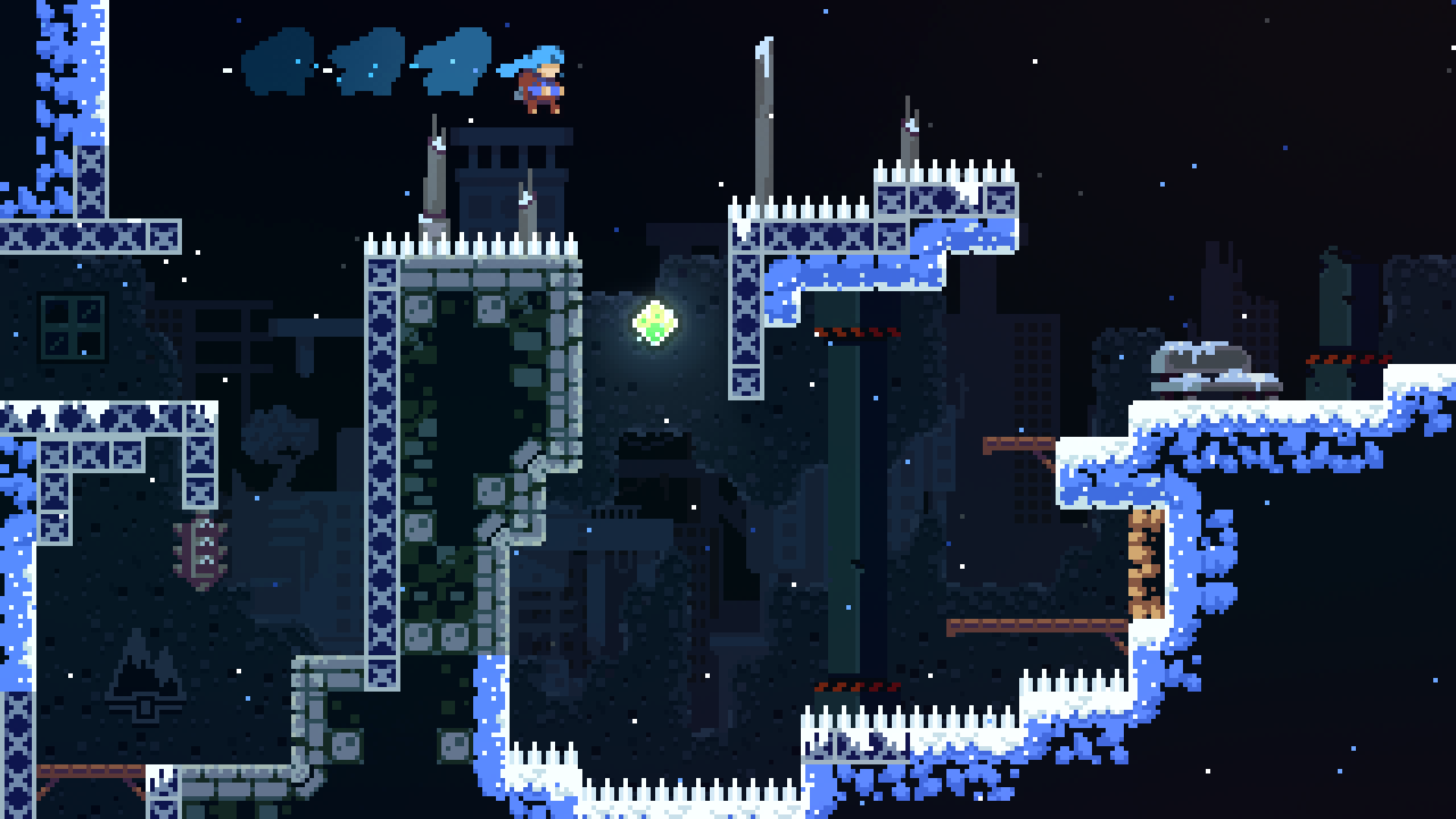
كما موضح في اللقطة أستخدام الدفع في الهواء لتخطي العوائق

وتقدم سيليست على شكل سلسلة من مستويات المنصات تحدياً كما يرشد اللاعب الشخصية إلي الجبل. يمكن للاعب التحرك والقفز والاندفاع عبر المنصات، ولكن يمكن أن تؤدي الاندفاع مرة واحدة فقط قبل أن تلمس الأرض مرة أخرى. لون الشعر يتغير من الأحمر إلى الأزرق للدلالة أنه قد تم استنفاذ قدرة الدفع. الشخصية يمكنها أن تمر من خلال بعض العوائق من خلال الاندفاع. الفراولة النادرة المنتشرة في جميع أنحاء المستويات تضيف منافسة على النتيجة إلى اللعبة.

## القصة
تدور قصة سيليست حول فتاة تدعى (مادلين) وهي تحاول تسلق جبل سيليست المذهل، وهو جبل خيالي في غرب كندا يمتلك القدرة على إظهار الاضطراب الداخلي و«الذات الحقيقية» إلى الواقع. كما أنها تتسلق الجبل وقابلت العديد من الشخصيات الأخرى بما في ذلك (ثيو)، وهو مصور طموح من (سياتل) الذي جاء إلى الجبل لالتقاط الصور و(الجدة)، وهي امرأة عجوز تعيش على الجبل و(السيد أوشيرو) وهو شبح في فندق مهجور على الجبل، ومعاديتها «جزء منها» والتي أعطها الجبل أياها. (مادلين) تعاني من الاكتئاب ونوبات الذعر وعندما تسلق الجبال مُجبرة على مواجهة شياطينها الداخلي والتغلب عليه بالإضافة إلى المحاكمات التي يوفرها الجبل.

## التطوير
نويل بيري (سكيتورن) ومات ثورسون (تاورفال) أنشؤوا نموذج أولي من سيليست في أربعة أيام خلال Game Jam. وكانت النتيجة لعبة منصات صعبة بـ30 مستوى لـ بيكو-8 وهو محرك لألعاب الخيال. لعبة الفيديو مصممة للعب السريع وردة الفعل الدقيقة. كما استخدم المطورون أفكارا من منصات بلاتفورمر سوبر نينتندو. طّور بيري وثورسون اللعبة في إصدار مستقل مع أكثر من 90 مستوى. وقد بثوا أجزاء من عملية تطويرهم على تويتش. كما تم عرض نسخة تجريبية اللعبة في PAX West Indie Megabooth. صدرت سيليست على نينتندو سويتش وبلاي ستيشن 4 وإكس بوكس وان وويندوز، لينكس وماك في 25 يناير 2018.

## الاستقبال
- تلقت سيليست «إشادة عالمية» من النقاد، وفقا لمراجعة مجمع ميتاكريتيك.[9]
- حصلت سيليست على تقيم 10/10 علي IGN.[4]
- حصلت سيليست على تقيم 10/10 على Destructoid.[10]
- حصلت سيليست على تقيم 10/10 في Nintendo World Report.[11]
- حصلت سيليست على تقيم 8/10 في كل من PC Gamer (الولايات المتحدة).[12][13]

## وصلات خارجية
- سيليست على موقع IMDb (الإنجليزية)
- الموقع الرسمي (باللغة الإنجليزية)